# Psammorhynchus tubulipenis
Psammorhynchus tubulipenis is een platworm (Platyhelminthes). De worm is tweeslachtig. De soort leeft in het zoute water.
Het geslacht Psammorhynchus, waarin de platworm wordt geplaatst, wordt tot de familie Psammorhynchidae gerekend. De wetenschappelijke naam van de soort werd voor het eerst geldig gepubliceerd in 1938 door Meixner.